# Mészáros Géza (festő)
Mészáros Géza (Budapest, 1943. december 27. –) Munkácsy Mihály-díjas magyar festőművész.

## Életpályája
Élete első éveit a háború elől menekülő szüleivel és testvéreivel Ausztriában élte le,
majd egy Heves közeli tanyán, Pusztaperesen töltötte. Magántanulóként iskolai tanulmányait is itt kezdte meg, majd Eger különböző általános iskoláiban és végül az egri Gárdonyi Géza Gimnáziumban folytatta. Különbözeti vizsgával nyert felvételt a budapesti Képző- és Iparművészeti Gimnáziumba, ahol 1962-ben érettségizett.
A Magyar Képzőművészeti Főiskolán 1969-ben szerzett diplomát. Bernáth Aurél volt a mestere. Mestere mellett, annak nagyméretű murális megbízásain dolgozva, hét éven át, 1967-74-ig szekkó- és freskófestést tanult. 1977 óta kiállító művész. Első jelentős önálló kiállításán 1977-ben, a budapesti Műcsarnok Kamaratermében figurális kompozícióit mutatta be.
1981-től kezdett a papírgyártás anyagaival dolgozni. 15 éven át a Budafoki Papírgyárban, egy - a gyár területén számára kialakított műhelyben – mintázta, festette rostreliefjeit.
1986-ban az IAPMA (=International Association of Hand Papermakers and Paper Artists) megalakításának kezdeményezője és alapító tagja (Düren, Németország).
1990-ben családjával létrehozta a MINT Alapítványt, amely az 1992-ben rendezett budapesti nemzetközi MEDIUM:PAPER kiállítás szervezője és a IAPMA Budapesti Kongresszusának házigazdája volt.
1994-től három éven át a nagyméretű falikárpitokat szövő Hungária Gobelin Kft. ügyvezető igazgatója és művészeti vezetője. Az európai rangú kárpitszövőműhelyt, annak új tulajdonosa, a MAOE Alapítvány kuratóriuma, anyagi okokra hivatkozva megszüntette.
1996-ban az amerikai tulajdonba került Budafoki Papírgyár, „Hungary's only recycled paperboard mill of the Packaging Corporation of America”, leégett. Azóta a Dunapack Rt. Csepeli Papírgyára ad helyet műhelye számára, máig ott dolgozik.
1997-ben az International Association of Hand Papermakers and Paper Artists (IAPMA) tiszteletbeli örökös tagjául választotta.
2004-ben Mednyánszky László díjat kapott.
2006 óta feleségével együtt keleti gyógymódot tanul, ennek során mély benyomást tett rá 2010-ben Nepálban tett utazása.
Az 1990-es évek eleje óta művészettörténeti kutatásokat folytat, ez a Kárpát-medence és a szélrózsa minden irányának kapcsolatrendszerét az ábrázolások látható összefüggéseiben írja le.

## Magánélete
Nős, három gyermeke van: Dávid, Flóra és Borbála.

## Kiállításai (válogatás)

### Egyéni
- 2013 • Országos Széchényi Könyvtár, Corvina Termek; retrospektív kiállítás;[3]
- 2013 • Duna Palota, Budapest, leányával, a festőművész Mészáros Borival.
- 2012 • Stuttgart, Ungarische Kulturinstitut; leányaival, a fotóművész Flórával és Borival;
- 2009 • Salle Capitulaire Paroisse Saint-Philibert de Tournus, Burgundia;
- 2008 • Párizs, Galerie Art Present;
- 2006 • Párizs, Ateliers de Sienne; Tours; Gif-sur-Yvette; Marcoussis; Loches; Dourdan;
- 2004 • Karlovy Vary, Imperial Galeria; leányával, Mészáros Borival;
- 2000 • EXPO 2000 Hannoveri Világkiállítás, Magyar Pavilon;
- 1997 • Galeri Deco, Aalborg;
- 1996 • Vasarely Múzeum, Budapest;
- 1988 • Galerie d'Orsay, Párizs;
- 1987 • Sala Gaudi, Barcelona;
- 1977 • Műcsarnok, Kamaraterem, Budapest;

### Csoportos
- 2013 • Élő magyar festészet, Reök, Szeged; Hommage à Manna, Józsefvárosi Galéria
- 2006 • Római Magyar Akadémia
- 2004-2013 • A Magyar Festészet Napja kiállításai, Budapesti Műszaki és Gazdaságtudományi Egyetem • Olof Palme Ház • “Hadik Kávéház”, Óbudai Kulturális Központ
- 2001 • KÁRPIT, Nemzetközi Milleniumi Kortárs Kiállítás, Szépművészeti Múzeum • PAPÍR–ANYAG–FELÜLET–TÖMEG - MűvészetMalom, Szentendre • Belső táj, Vigadó Galéria, Budapest
- 1996 • PAPER PATH, International Exhibition, Rundetorn, Koppenhága • Galeri Rasmus, Odense • Galeri Deco, Aalborg • Galeri NB, Viborg • Esbjerg Kunstmuseum, Haderslev Museum - Dánia • Hungarian Millecentenary Art Exhibit, Calgary és Edmonton, Kanada • ART COPENHAGEN ’96 Galeri Deco Magyar Falikárpitok, DECO-IN ‘96 Berlin
- 1995 • Imadate Exhibition of Contemporary Paper Art Works, Imadate, Japán;
- 1993 • PAPERWORKS, Georgia Institute of Technology Galleries, Atlanta, USA;
- 1992 • MEDIUM:PAPER, Budapest; Budapesti Történeti Múzeum
- 1991 • IAPMA Exhibition, Basel; Quatre Artistes d'Europe, Angoulême;
- 1988 • 2. Internationale Biennale der Papierkunst, Düren • Nordjyllands Kunstmuseum, Aalborg, Dánia;
- 1987 • 3. Internationaler Farb-Design-Preis, Stuttgart;
- 1986 • I. Internationale Biennale der Papierkunst, Düren;
- 1982 • Cagnes-sur-Mer, XV. Festival International de la Peinture;
- 1981 • London, Blakcfire Gallery • (Royal Society Painters of Watercolours)
- 1980 • Tbiliszi, Grúzia (Szunyoghy Andrással és Duschanek Jánossal)
- 1979 • Hamburg (Interversa)
- 1978 • Grand Palais, Párizs • Arras; Isztambul - a FKS kiállításai, Moszkva ;
- 1976 • Bagdad • Kassa
- 1974 • Párizs, Berlin, Karl-Marx Stadt

## Művei közgyűjteményben
- Magyar Nemzeti Galéria, Budapest
- Budapesti Ügyvédi Kamara
- Magyar Fejlesztési Bank
- T-ART Alapítvány Gyűjteménye
- Museum of Contemporary Art, Imadate, Japan
- Rippl-Rónai Múzeum, Kaposvár
- Damjanich János Múzeum, Szolnok
- MINT Alapítvány
- Wilfried Heinzel AG Austria
- Collection Christian Dior, Paris;
- Zanders Feinpapiere Ag
- M-Real Group Bergisch-Gladbach
- AstraZeneca
- Zepter Hungária
- Städtische Galerie Villa Zanders Bergisch-Gladbach
- Pyramid Atlantic Art Center, USA

## Díjak
- 2004 • Mednyánszky László díj
- 1987 • 3. Internationaler Farb-Design-Preis, Stuttgart, Preis Didaktik
- 1982 • Cagnes-Sur-Mer, XV. Festival International de la Peinture, Mention Speciale de Jury.
- 2019 • Munkácsy Mihály-díj

## Ösztöndíjak
- 2005 • Római Magyar Akadémia ösztöndíja
- 1981-84 • Honvédelmi Minisztérium ösztöndíja
- 1978-79 • Brüsszeli Academie Royale des Beaux-Arts,
- 1971-74 • Derkovits Gyula képzőművészeti ösztöndíj

## Megjelent könyvei
- Égi ásatások, 2004.
- Az Egyetlen Dimenzió, 2000.
- Vidéki Bolygó, 1999.

## Bibliográfia (válogatás)
- Bernáth Aurél: Bevezető Mészáros Géza kiállításához - a budapesti Műcsarnok katalógusa, 1977.
- Barcsay Jenő: Mészáros Géza kollégám papírreliefjei - az 1984-es katalógusban.
- Amerigo Tot: Mészáros Géza képeit „csukott szemmel” kell nézni. 1983. Az 1984-es katalógusban.
- Bella István: Megnyitó beszéd – Magyar Papír, 1983. augusztus
- Bányai György: Festőművész a Budafoki Papírgyárban, Magyar Papír, 1983. szeptember
- Bányai György: A hétköznapok látványa – Festmény születik, Magyar Papír, 1984. 3.10.
- IAPMA Bulletin No. 1., Manifesto, May 24. 1986. Copenhagen -Denmark
- Dorothea Eimert: I. Internationale Biennale der Papierkunst ©1986 Leopold-Hoesch-Museum, Düren
- Francesc Miralles: La creacion total de Mészáros Géza – 1987. Sala Gaudi, Barcelona, La Vanguardia
- Jasia Reichardt: Warum Papier? „Papier macht Raum” ©1988 Leopold-Hoesch-Museum Düren
- Coos van Hoboken: „Rost Relief” de Géza Mészáros une experience passionante - Galerie d’Orsay, Paris, 1988.
- Dr. Dorothea Eimert: Géza Mészáros malt Bilder mit ungewöhnlichen Mitteln - Fehérmíves napok kiadványa, Budafok, 1988. május
- Dénes Gábor: MÉSZÁROST - Irodalmi forgatókönyv; Új Művészet, 1989.
- KANNO HACHIRO & MÉSZÁROS GÉZA; Budapest Galéria katalógussorozata: 25. ISBN 963-04-0125-8
- Finnpap World: The Artist in the Paper Mill - Helsinki - No 1/90
- Peter Dauscha: Papier zu schätzen 1990. katalógus
- Dorothea Eimert: What is IAPMA? 1992 ©Leopold-Hoesch-Museum and Paper Museum, Düren
- MEDIUM:PAPER - 1992 © by the MINT Foundation, ISBN 963 04 2357 X
- Jane M. Farmer: Budapest Paper Exhibition 1992, MEDIUM:PAPER kiállítás katalógusa.
- P. Szabó Ernő: A papírművészet diszkrét bája, Beszélgetés Mészáros Gézával – Új Művészet, 1999/2.
- Dorothea Eimert: A papírművészet rövid története - Új Művészet, 1992/9.
- Melis Pálma: Papír mint médium, Interjú Jane M Farmerrel – Új Művészet, 1992/9.
- Bodóczky István: Művészek vallomásaiból – Új Művészet, 1992/9.
- PERINI Journal: La Fondazione Mint: Dipingere con la carta – N. 6 – Ottobre 1992 Lucca, Italy
- Sophie Dawson: The Art and Craft of Papermaking © 1993 by Quarto Publishing plc; London
- Lia Lindner: Géza Mészáros – Ähnlichkeiten; 1994. Berlin, Haus Ungarn-beli és a Stuttgart-i kiállítás, és a Budapesti Vasarely Múzeum katalógusa, 1995.
- Mészáros Géza: Egy Bernáth Aurélról szóló tanulmány töredékei - Bernáth Aurél emlékkönyv, Bernáth Aurél Társaság 1995.
- Preword by Anne Villsboll ; IAPMA BULLETIN No. 21- October 1996
- Mészáros Géza: A Magyar, az Állami, a Népi és az Együttes – Szín, A Magyar Művelődési Intézet Lapja 2/2. 1997. – a lapszám terjesztését a cikk miatt betiltották.
- Mészáros Géza: Éhes disznó Mak-kal álmodik - Élet és Irodalom, XLII. 10. 1998. 3. 6.
- Mészáros Géza: Elmondatlan és elmondhatatlan, Topor Andrásról, 1998. Kézirat
- Honyánszky, Zoltán: Musikalische Umwandlungen – Vergleichanalyse von Paarstücken unseres Jahrhunderts von Luciano Berio, Christopher Bochmann und Christian Ofenbauer – Wien, 1999.
- Mészáros Géza: Újszülöttként, életem első órájában…; írás az 1998. évi katalógusban.
- Gabrielle Falkiner: Artisans Series: Paper, The Ivy Press Limited, England 1999; Published by Watson-Guptil in the US
- Mészáros Géza: Papírfolyam, papírhidak, papírhajók - Körösényi Tamás, Sóváradi Valéria, M. Novák András, Zsankó László, Bodóczky István, Tölg-Molnár Zoltán, Fábián Noémi; Papír Anyag Felület Tömeg; 1999. ISBN 963 03 8347 0
- Mészáros Géza: Vidéki Bolygó © Mészáros Géza, Budapest, 1999. ISBN 963 5509 72 3
- Feledy Balázs: Író született (mert, hogy festő, azt tudtuk) Demokrata 1999/48
- Helen Taavila: Not pulp fiction but pulp art! In Zellstoff Verewigtes Leben; Tempus – Stora Enso Quarterly Magazine, Helsinki 1/2000.
- Mészáros Géza: AZ EGYETLEN DIMENZIÓ©Mészáros Géza, Budapest, 2000. EFO kiadó; ISBN 963 8243 31 7
- Szegő György: Expo 2000 Hannover, Hajó az Europa boulvardon, ATRIUM 2000/4
- Eigel István: Vidéki Bolygó Mészáros Géza művészetéről; Lyukasóra, IX. évf., 3. szám, 2000. március
- Molnár Pál: A dicsőség pillanatai – Moments of Glory, Magyarország a hannoveri világkiállításon; Mundus Kiadó, Budapest 2000, ISBN 963 8033 73 8
- Kortárs magyar művészeti lexikon, II. kötet, Enciklopédia Kiadó 2000.
- Ágh István: A részlet teljessége, HITEL, 2001/1
- Mészáros Géza: Megtalált mondatok, HITEL, 2001/1
- Székely András: F@LISZŐNYEGEK kiállítás a Szépművészeti Múzeumban; Népszabadság 2001. április 7.
- Mészáros Géza: Égi ásatások, 2004;
- Nyíri János: Magyar képek Stuttgartban – A MŰVÉSZET MINDIG MÉRTÉKET ÁLLÍT; Múzeumcafé 27. szám 6. évfolyam, 2012/1.
- Halász Csilla: Mindketten teremtők - Mészáros Géza és Mészáros Bori kiállítása a Duna Palotában; HetiVálasz.hu 2013. május 26.